# Franz von Matuschka
Franz Xaver Victor Maria Graf von Matuschka und Toppolczan (* 1. Dezember 1859 in Schöneiche; † 24. April 1943 in Berlin) war ein deutscher Geologe und Politiker. Von 1890 bis 1893 war er Mitglied des Deutschen Reichstags.

## Herkunft
Seine Eltern waren Viktor Amadeus Bernhard Anton Maria von Matuschka (1824–1909), Graf von Matuschka Freiherr von Toppolczan und Spaetgen und dessen Ehefrau die Gräfin Johanna Josepha Hedwig von Ballestrem (* 22. Juni 1832; † 23. Dezember 1888).

## Leben
Franz Graf von Matuschka wurde auf dem väterlichen Gut in Schöneiche, Landkreis Wohlau geboren. Die Familie verzog wenig später nach Breslau. Matuschka erhielt dort bis zum Herbst 1878 Privatunterricht und wechselte dann in die Prima des Dom-Gymnasiums zu Fulda, wo er Ostern 1880 die Reifeprüfung bestand. Er besuchte anschließend die Universitäten in Breslau, Berlin, München und Göttingen. Graf Matuschka studierte anfangs Naturwissenschaften, widmete sich später dem Studium der Jurisprudenz und Volkswirtschaft, speziell der Arbeiterfrage.
Seit seinem Studium in Breslau war er Mitglied der katholischen Studentenverbindung KDStV Winfridia Breslau. In Göttingen war er Gründungssenior der Verbindung AV Palatia Göttingen. 1886 promovierte er zum Thema Die Dachschiefer von Berleburg in Geologie. Er heiratete 1890 Alice von Schalscha-Ehrenfeld (1869-1935), eine Tochter des Reichstagsabgeordneten Alexander von Schalscha-Ehrenfeld. Der Ehe entstammen zwei Töchter.
Ab 1905 lebte er in Berlin, wo er eine umfangreiche Mineraliensammlung mit mehr als 4000 Exemplaren hatte. Matuschka war Stadtverordneter in Schöneberg und Stadtverordnetenvorsteher von 1910 bis 1917.
Von 1890 bis 1893 war er Mitglied des Deutschen Reichstags für den Wahlkreis Regierungsbezirk Oppeln 10 Neustadt O.S. und die Deutsche Zentrumspartei.
Sein Grab befindet sich auf dem ev. Friedhof Alt-Schöneberg, Hauptstraße 47, Feld 7-3-26.

## Mitgliedschaften
- 1882 Deutsche Geologische Gesellschaft
- Gründungssenior der Studentischen Verbindung AV Palatia Göttingen